# Burago di Molgora
Burago di Molgora – miejscowość i gmina we Włoszech, w regionie Lombardia, w prowincji Monza i Brianza.
Według danych na rok 2004 gminę zamieszkiwało 4090 osób, 1363,3 os./km².